# Regeringen Kåre Willoch
Regeringen Kåre Willoch var Norges regering fra 14. oktober 1981 til 8. maj 1986. Regeringen blev dannet som en ren Høyre (H) regering, men 8. juni 1983 blev Kristelig Folkeparti (KrF) og Senterpartiet (Sp) også inkluderet. 
| Portefølje                            | Minister                | Periode                              | Parti |
| ------------------------------------- | ----------------------- | ------------------------------------ | ----- |
| Statsminister                         | Kåre Willoch            |                                      | H     |
| Udenrigsminister                      | Svenn Stray             |                                      | H     |
| Finansminister                        | Rolf Presthus           | - 24. april 1986                     | H     |
| Finansminister                        | Arne Skauge             | 25. spril 1986 -                     | H     |
| Industriminister                      | Jens-Halvard Bratz      | - 15. september 1983                 | H     |
| Industriminister                      | Jan P. Syse             | 16. september 1983 - 3. oktober 1985 | H     |
| Industriminister                      | Petter Thomassen        | 4. oktober 1985 -                    |       |
| Handelsminister                       | Arne Skauge             | - 7. juni 1983                       | H     |
| Handelsminister                       | Asbjørn Haugstvedt      | 8. juni 1983 -                       | KrF   |
| Forsvarsminister                      | Anders C. Sjaastad      | - 24. april 1986                     | H     |
| Forsvarsminister                      | Rolf Presthus           | 25. april 1986 -                     |       |
| Fiskeriminister                       | Thor Listau             | - 3. oktober 1985                    | H     |
| Fiskeriminister                       | Eivind Reiten           | 4. oktober 1985 -                    | Sp    |
| Sundheds- og socialminister           | Leif Arne Heløe         |                                      | H     |
| Transportminister                     | Inger Koppernæs         | - 7. juni 1983                       | H     |
| Transportminister                     | Johan J. Jakobsen       | 8. juni 1983 -                       | Sp    |
| Kommunal- og Arbejdsminister          | Arne Rettedal           |                                      | H     |
| Olie- og Energiminister               | Vidkunn Hveding         | - 7. juni 1983                       | H     |
| Olie- og Energiminister               | Kåre Kristiansen        | 8. juni 1983 -                       | KrF   |
| Justitsminister                       | Mona Røkke              | – 3. oktober 1985                    | H     |
| Justitsminister                       | Wenche Frogn Sellæg     | 4. oktober 1985 -                    | H     |
| Forbruger- og Administrationsminister | Astrid Gjertsen         | - 17. april 1986                     | H     |
| Forbruger- og Administrationsminister | Astrid Nøklebye Heiberg | 18. april 1986 -                     | H     |
| Landbrugsminister                     | Johan C. Løkken         | - 7. juni 1983                       | H     |
| Landbrugsminister                     | Finn T. Isaksen         | 8. juni 1983 - 3. oktober 1985       | Sp    |
| Landbrugsminister                     | Svein Sundsbø           | 4. oktober 1985 -                    | Sp    |
| Miljøminister                         | Wenche Frogn Sellæg     | - 7. juni 1983                       | H     |
| Miljøminister                         | Rakel Surlien           | 8. juni 1983 -                       | Sp    |
| Kirke- og Undervisningsminister       | Tore Austad             | - 7. juni 1983                       | H     |
| Kirke- og Undervisningsminister       | Kjell Magne Bondevik    | 8. juni 1983 -                       | KrF   |
| Kulturminister                        | Lars Roar Langslet      | – 31. december 1981                  | H     |
| Kultur- og Videnskabsminister         | Lars Roar Langslet      | 1. januar 1982 -                     | H     |
| Udviklingsminister                    | Reidun Brusletten       | 1. januar 1984 -                     | KrF   |